# Mimoň (hrad)
Mimoň je zaniklý hrad, který stával ve stejnojmenném městě v místech, kde byl později postaven kostel svatého Petra a Pavla. Z hradu se dochovaly jen malé fragmenty zemního opevnění.

## Historie
Místo, kde hrad pravděpodobně stával, bylo osídleno již ve střední a pozdní době hradištní. Vzhledem k první písemné zmínce o Mimoni z roku 1256 a výsledkům archeologického výzkumu byl hrad založen snad již ve třináctém století. V letech 1256–1367 byl uváděn pouze predikát z Mimoně, ale jeho nositelé v Mimoni nežili. Před rokem 1371 Mimoň získali Vartenberkové, za nichž hrad přestal plnit funkci panského sídla, a zanikl. V letech 1681–1686 byl na místě hradu postaven kostel a fara.

## Podoba
Z hradu se dochoval příkop a část valu na vnitřní straně příkopu. Z terénních pozůstatků nelze určit podobu hradu ani bezpochyby doložit jeho existenci. Tu by mohl potvrdit pouze archeologický výzkum.